# Lista szkół w Siedlcach

## Szkoły wyższe
- Uniwersytet Przyrodniczo-Humanistyczny (dawniej Akademia Podlaska)
- Collegium Mazovia Innowacyjna Szkoła Wyższa (dawniej Wyższa Szkoła Finansów i Zarządzania)
- Wyższe Seminarium Duchowne Diecezji Siedleckiej im. Jana Pawła II
- Instytut Teologiczny Papieskiego Wydziału Teologicznego w Warszawie
- Nauczycielskie Kolegium Języków Obcych (uczelnia działająca w latach 1992–2015)
- Wydział Administracji Uniwersytetu w Białymstoku (działał w latach 2009–2012)[1]

## Szkoły policealne

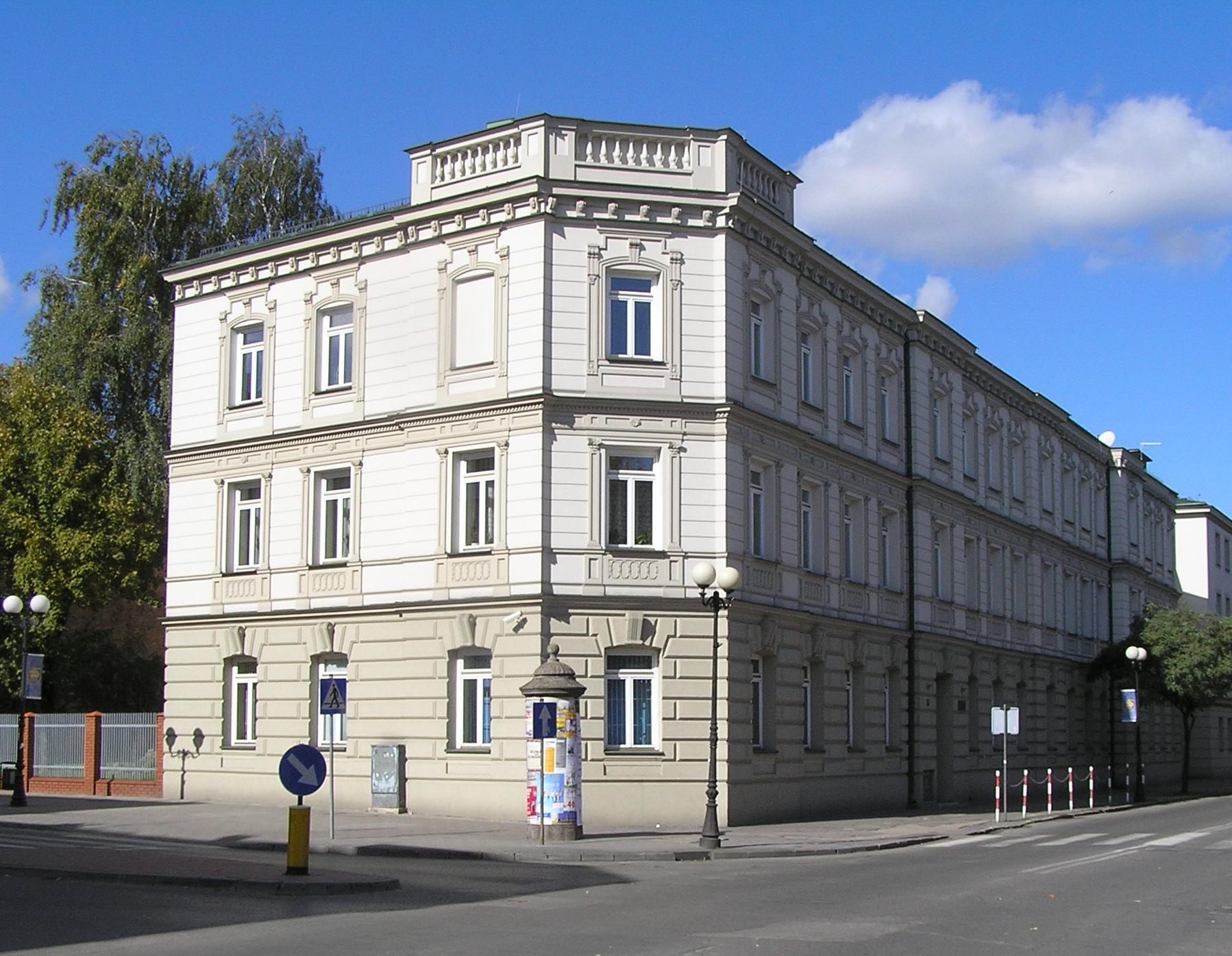
I Liceum Ogólnokształcące im. Bolesława Prusa

Lista szkół policealnych w Siedlcach:
- Policealna Szkoła „Edicus”
- AP Edukacja Policealna Szkoła Zawodowa
- Policealne Studium Menedżerskie „Novum”
- Policealna Szkoła Służb Ochrony i Biznesu „Cobra”
- Policealne Studium Zawodowe dla Dorosłych przy ZDZ
- Policealna Szkoła dla Dorosłych przy TWP
- Policealna Szkoła Służb Ochrony i Detektywów w Siedlcach
- Niepubliczne Policealne Studium Farmaceutyczne w Siedlcach
- Policealna Szkoła „Cosinus”

## Szkoły ponadpodstawowe

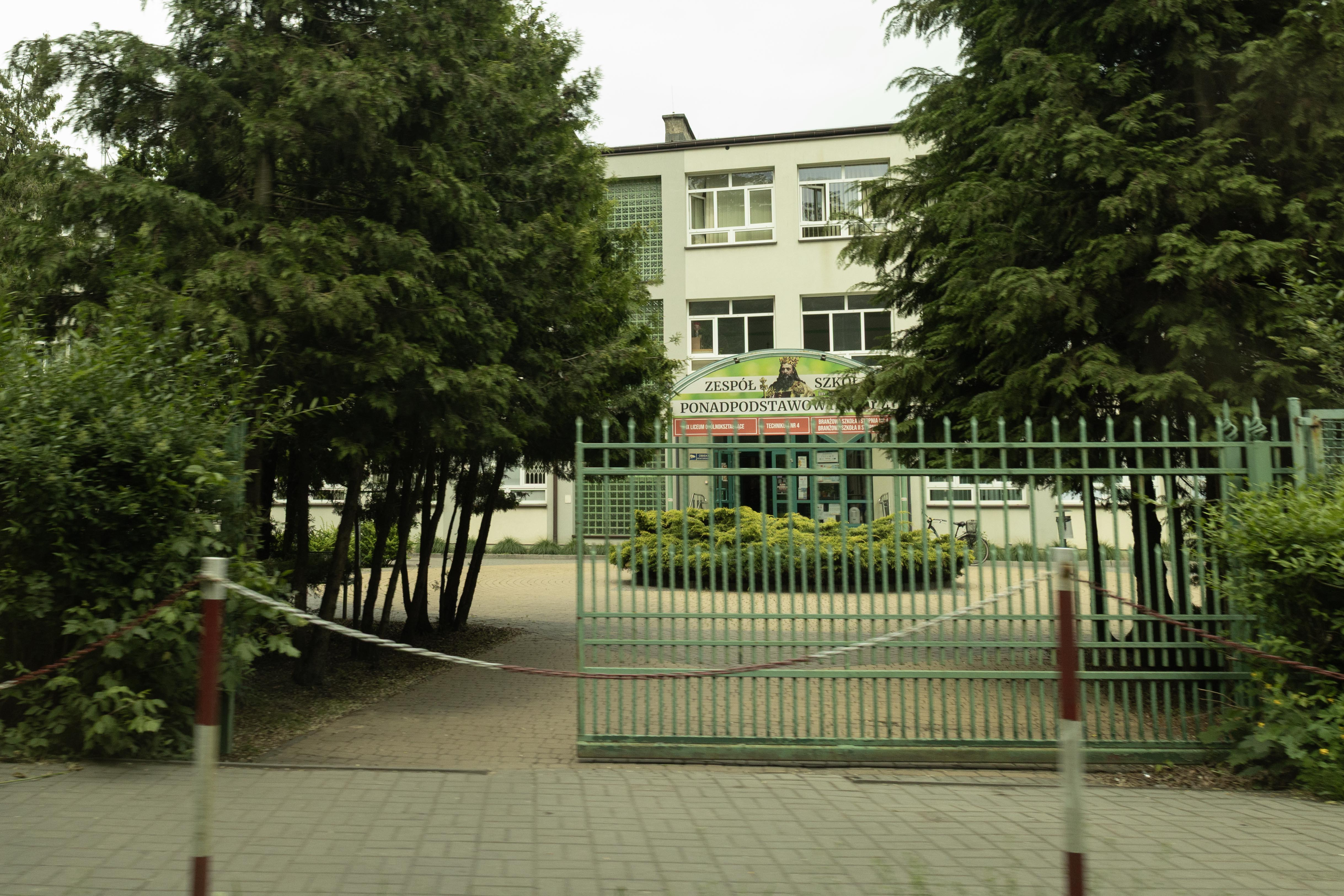
Zespół Szkół Ponadpodstawowych Nr 4 im. Kazimierza Wielkiego

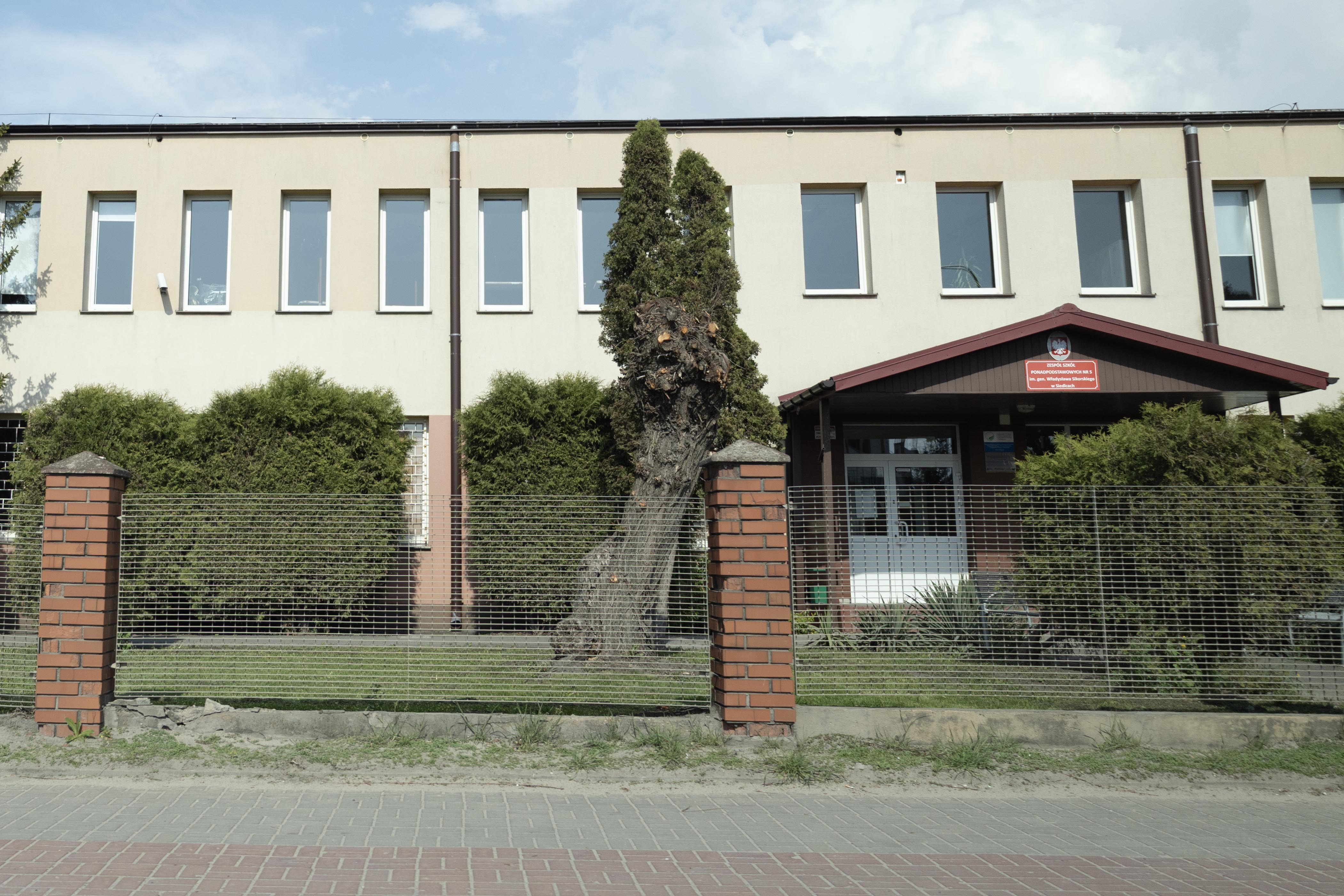
Zespół Szkół Ponadpodstawowych Nr 5 im. gen. Władysława Sikorskiego

Lista liceów ogólnokształcących w Siedlcach:
- I Liceum Ogólnokształcące im. B. Prusa
- II Liceum Ogólnokształcące z Oddziałami Dwujęzycznymi im. św. Królowej Jadwigi w Siedlcach (tzw. Królówka)
- III Liceum Ogólnokształcące przy ZSP Nr 1 im. Stanisława Staszica w Siedlcach
- IV Liceum Ogólnokształcące im. Hetmana Stanisława Żółkiewskiego
- I Katolickie Liceum Ogólnokształcące im. Świętej Rodziny w Siedlcach (tzw. Katolik)
- VIII Liceum Ogólnokształcące przy ZSP nr 3 im. Stanisława Staszica w Siedlcach
- IX Liceum Ogólnokształcące przy ZSP nr 4 im. Kazimierza Wielkiego w Siedlcach
- XI Liceum Ogólnokształcące dla Dorosłych w Centrum Kształcenia Ustawicznego w Siedlcach

Lista zespołów szkół ponadgimnazjalnych (ZSP) w Siedlcach:
- Zespół Szkół Ponadpodstawowych Nr 1 im. St. Sztaszica (tzw. Elektryk)
- Zespół Szkół Ponadpodstawowych Nr 2 im. M. Kopernika (tzw. Ekonomik)
- Zespół Szkół Ponadpodstawowych Nr 3 im. St. Staszica (tzw. Samochodówka)
- Zespół Szkół Ponadpodstawowych Nr 4 im. K. Wielkiego (tzw. Rolnik)
- Zespół Szkół Ponadpodstawowych Nr 5 im. gen. Władysława Sikorskiego (tzw. Budowlanka)
- Zespół Szkół Ponadpodstawowych Nr 6 im. gen. J. Bema (tzw. Kolejówka)

Lista innych szkół średnich w Siedlcach:
- EDICUS Liceum Ogólnokształcące dla Dorosłych
- Liceum Ogólnokształcące dla dorosłych Towarzystwa Wiedzy Powszechnej
- Liceum Ogólnokształcące dla dorosłych „Żak”
- Liceum Ogólnokształcące i Uzupełniające „Cosinus”
- Prywatne Liceum Ogólnokształcące „Twoja Szkoła”
- AP Edukacja Liceum dla Dorosłych
- Zakład Doskonalenia Zawodowego (ZDZ)
- Towarzystwo Wiedzy Powszechnej (TWP)
- Zespół Szkół Muzycznych (I i II stopnia)

## Szkoły podstawowe

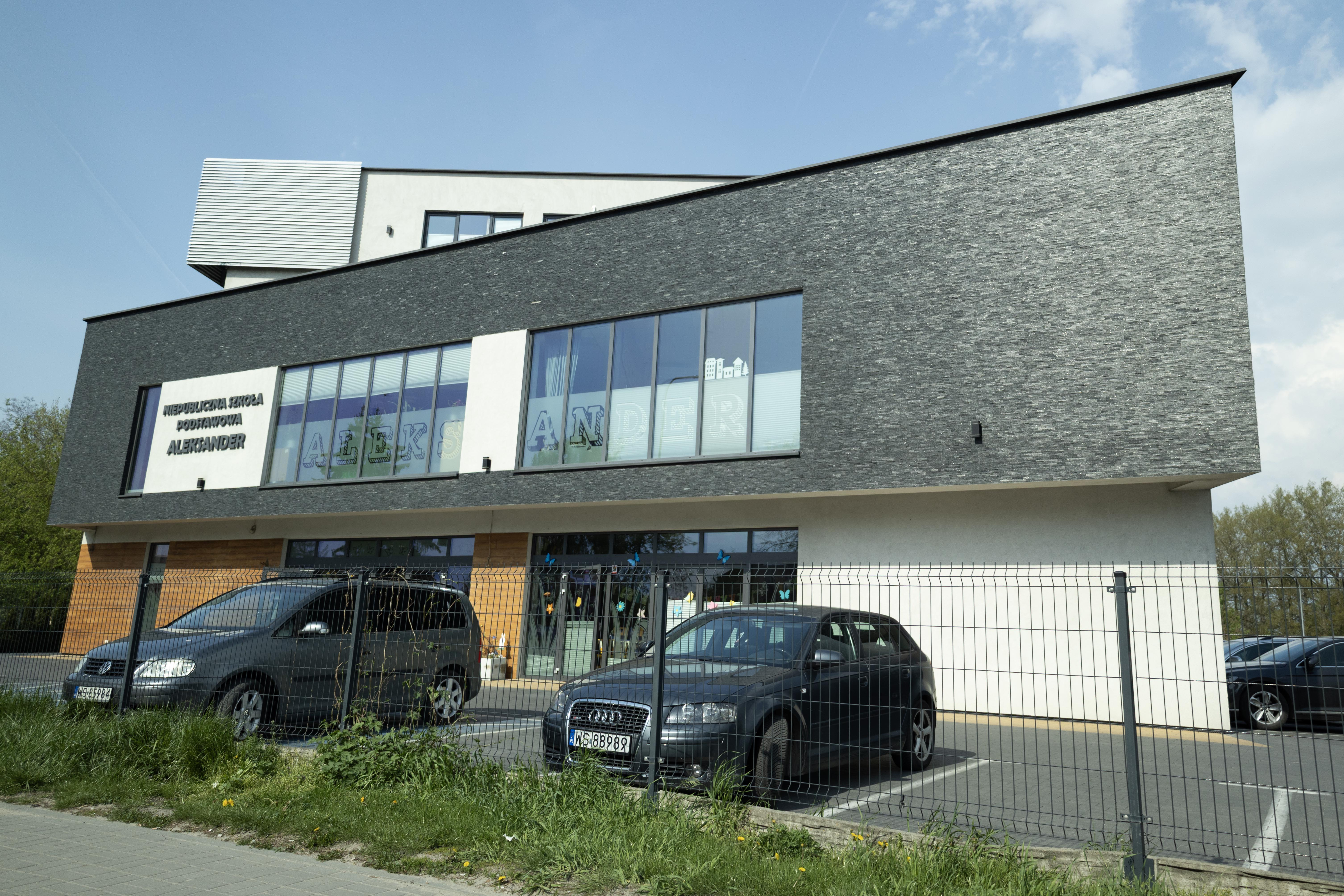
Niepubliczna Szkoła Podstawowa „Aleksander”

Lista miejskich szkół podstawowych w Siedlcach:
- Szkoła Podstawowa Nr 1 im. Komisji Edukacji Narodowej (KEN)
- Szkoła Podstawowa Nr 2 im. G. Narutowicza
- Szkoła Podstawowa Nr 3 im. T. Kościuszki z Oddziałami Integracyjnymi
- Szkoła Podstawowa Nr 4 im. A. Mickiewicza
- Szkoła Podstawowa Nr 5 im. Wł. Rawicza (wchodzi w skład Zespołu Szkół Nr 2)
- Szkoła Podstawowa Nr 6 im. Wł. Broniewskiego (z oddz. integracyjnymi)
- Szkoła Podstawowa Nr 7 im. Cz. Kamińskego
- Szkoła Podstawowa Nr 8 im. prym. kard. S. Wyszyńskiego
- Szkoła Podstawowa Nr 9 im. H. Sienkiewicza (wchodzi w skład Zespołu Szkół Nr 1)
- Szkoła Podstawowa Nr 10 im. księż. A. Ogińskiej
- Szkoła Podstawowa Nr 11 im. Jana Pawła II
- Szkoła Podstawowa Nr 12 im. K. Makuszyńskiego

Lista niepublicznych szkół podstawowych w Siedlcach:
- Niepubliczna Szkoła Podstawowa „Aleksander”
- Niepubliczna Szkoła Podstawowa „Kopernik”
- Niepubliczna Szkoła Podstawowa „Żółty Latawiec”
- Niepubliczna Szkoła Podstawowa 77
- Niepubliczna Ośmioletnia Szkoła Podstawowa z Oddziałami Przysposabiającymi do Pracy w Siedlcach
- Społeczna Szkoła Podstawowa Społecznego Towarzystwa Oświatowego
- Katolicka Szkoła Podstawowa im. Bł. Ks. Jerzego Popiełuszki

## Przedszkola
Lista miejskich przedszkoli w Siedlcach:
- Miejskie Przedszkole Nr 1
- Miejskie Przedszkole Nr 3
- Miejskie Przedszkole Nr 4
- Miejskie Przedszkole Nr 6
- Miejskie Przedszkole Nr 9
- Miejskie Przedszkole Nr 13
- Miejskie Przedszkole Nr 14
- Miejskie Przedszkole Nr 15
- Miejskie Przedszkole Nr 17
- Miejskie Przedszkole Nr 20 (z oddz. integracyjnymi)
- Miejskie Przedszkole Nr 21
- Miejskie Przedszkole Nr 22
- Miejskie Przedszkole Nr 23
- Miejskie Przedszkole Nr 25
- Miejskie Przedszkole Nr 26
- Miejskie Przedszkole Nr 27

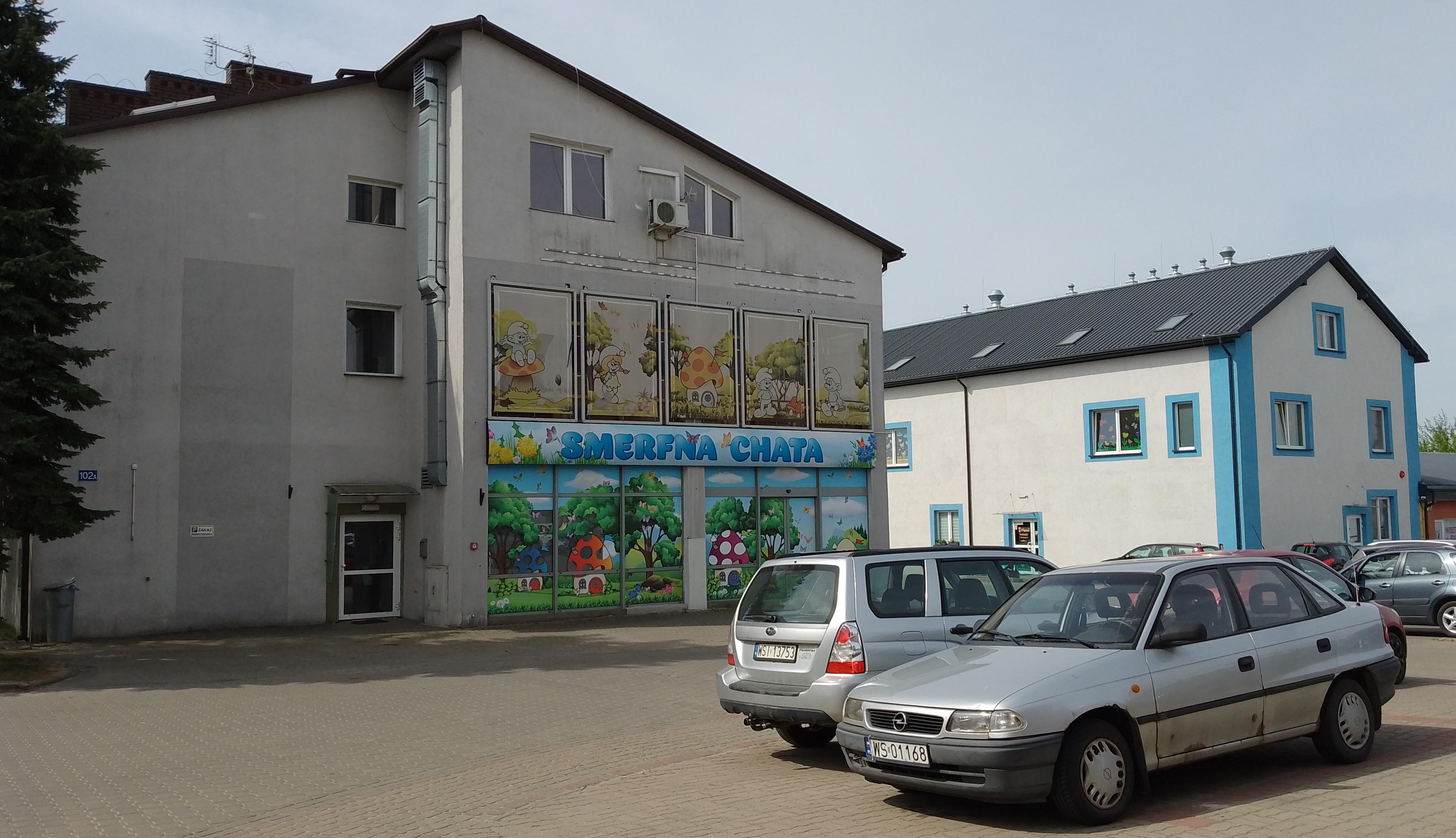
Niepubliczne Przedszkole „Smerfna Chata”

Lista niepublicznych przedszkoli w Siedlcach:
- Niepubliczne Przedszkole im. Kubusia Puchatka
- Niepubliczne Przedszkole „Pinokio”
- Niepubliczne Przedszkole „Stokrotka”
- Niepubliczne Przedszkole „Słoneczna Dolina”
- Niepubliczne Przedszkole „11 Krasnoludków”
- Niepubliczne Przedszkole „Siódemka”
- Niepubliczne Przedszkole „Wesołe Skrzaty”
- Niepubliczne Przedszkole „Aleksandra”
- Niepubliczne Przedszkole „Kraina Fantazji”
- Niepubliczne Przedszkole „Tęczowe Przedszkole”
- Niepubliczne Przedszkole „Bajkowa Kraina”
- Niepubliczne Przedszkole „Wesoły Smyk”
- Niepubliczne Przedszkole „Mały Europejczyk”
- Niepubliczne Przedszkole „Akademia Maluszka”
- Niepubliczne Przedszkole „Żółty Latawiec”
- Niepubliczne Przedszkole „Zameczek”
- Niepubliczne Przedszkole „Akademia młodego człowieka”
- Niepubliczne Przedszkole „Chatka Pikabu”
- Niepubliczne Przedszkole „Widzi mi się”
- Niepubliczne Przedszkole „Mali Giganci”
- Niepubliczne Przedszkole „Tulinkowo”
- Niepubliczne Przedszkole „Z Uśmiechem”
- Niepubliczne Przedszkole „Kopernik”
- Niepubliczne Przedszkole „Mali Artyści”
- Niepubliczne Przedszkole „Mały Oxford”
- Niepubliczne Przedszkole „Smerfna Chata”
- Katolickie Niepubliczne Przedszkole „Ogródek Św. Franciszka”
- Muzyczne Niepubliczne Przedszkole „Nutka”

## Inne ośrodki kształcenia
Ośrodkami kształcenia są ponadto:
- Centrum Kształcenia Ustawicznego (CKU)
- Centrum Kształcenia Praktycznego (CKP)
- Specjalny Ośrodek Szkolno-Wychowawczy im. Marii Grzegorzewskiej
- Poradnia Psychologiczno-Pedagogiczna
- Samorządowe Centrum Doradztwa i Doskonalenia Nauczycieli
- Mazowieckie Samorządowe Centrum Doskonalenia Nauczycieli – Wydział w Siedlcach